# Факторизация многочленов
Факторизация многочлена — представление данного многочлена в виде произведения многочленов меньших степеней.
Основная теорема алгебры утверждает, что каждый многочлен над полем комплексных чисел представим в виде произведения линейных многочленов, причём единственным образом с точностью до постоянного множителя и порядка следования сомножителей.
Противоположностью факторизации полиномов является их расширение, перемножение полиномиальных множителей для получения «расширенного» многочлена, записанного в виде суммы слагаемых.

## Квадратичные полиномы

Иллюстрация полинома x^{2} + cx + d = (x + a)(x + b), где a + b равно c и a * b равно d.

Любой квадратичный полином на комплексных числах (полиномы вида {\displaystyle ax^{2}+bx+c}, где: {\displaystyle a}, {\displaystyle b}, и {\displaystyle c} ∈ {\displaystyle \mathbb {C} }) можно факторизовать выражениями вида {\displaystyle a(x-\alpha )(x-\beta )\ }, используя квадратное уравнение. Этот метод состоит в следующем:
{\displaystyle {\begin{aligned}ax^{2}+bx+c&=a(x-\alpha )(x-\beta )\\&=a\left(x-{\frac {-b+{\sqrt {b^{2}-4ac}}}{2a}}\right)\left(x-{\frac {-b-{\sqrt {b^{2}-4ac}}}{2a}}\right),\end{aligned}}}
где: {\displaystyle \alpha } и {\displaystyle \beta } являются двумя корнями полинома, найденными при решении квадратного уравнения.

### Полиномы на целых числах
{\displaystyle (mx+p)(nx+q),}
где:
{\displaystyle mn=a,\ pq=c}
и
{\displaystyle pn+mq=b.}
Можно каждый бином приравнять к нулю и найти для x два корня. При факторизации достаточно использовать именно эти формулы для решения квадратного уравнения.
Возьмём для примера 2x2 − 5x + 2 = 0. Поскольку a = 2 и mn = a, mn = 2, что означает, что m и n равны 1 и 2. Теперь мы имеем (2x + p)(x + q) = 0. Поскольку c = 2 и pq = c, pq = 2, что означает, что p и q равны 1 и 2, или один из них −1, а другой −2. Подставляя 1 и 2, или −1 и −2 вместо p и q (поскольку pn + mq = b), мы видим, что 2x2 − 5x + 2 = 0 факторизуется в (2x − 1)(x − 2) = 0, давая корни x = {0.5, 2}
Замечание: быстрый способ определения, является ли второй член положительным или отрицательным (как в приведённом примере, 1 и 2 или −1 и −2) состоит в проверке второй операции трёхчлена (+ или −). Если стоит +, тогда проверяем первую операцию: если она тоже +, член будет положительным, а если операция −, то член будет отрицательным. Если вторая операция −, то один член будет положительный, второй отрицательный. Такая проверка является единственным способом определения, какой член будет положительным, а какой отрицательным.
Если многочлен с целыми коэффициентами имеет дискриминант, который является полным квадратом, то многочлен факторизуем целыми числами.
Рассмотрим, например, полином 2x2 + 2x − 12. Если подставить значения в квадратичную формулу, то дискриминант b2 − 4ac будет 22 − 4 × 2 × −12 и равен 100. Число 100 является полным квадратом, поэтому полином 2x2 + 2x − 12 факторизуется целыми числами; эти факторы равны 2, (x − 2) и (x + 3).
Теперь рассмотрим полином x2 + 93x − 2. Его дискриминант 932 − 4 × 1 × (−2) равен 8657, что не является полным квадратом. Поэтому выражение x2 + 93x − 2 нельзя факторизовать целыми числами.

### Полный квадратный трёхчлен

Иллюстрация идентичности (a + b)^{2} = a^{2} + 2ab + b^{2}

Некоторые квадратные уравнения можно факторизовать двумя одинаковыми биномами. Такие уравнения называются полным квадратным трёхчленом. Полный квадратный трёхчлен можно факторизовать следующим образом:
{\displaystyle a^{2}+2ab+b^{2}=(a+b)^{2},}
и
{\displaystyle a^{2}-2ab+b^{2}=(a-b)^{2}.}

### Сумма/разность двух квадратов
Другой общий метод алгебраической факторизации называют разностью двух квадратов. Он заключается в применении формулы
{\displaystyle a^{2}-b^{2}=(a+b)(a-b),}
к любым двум членам, независимо от того, являются они полным квадратным уравнением или нет. Если два члена вычитаются, то нужно просто применить формулу. Если они складываются, то оба бинома, полученные из факторизации, будут иметь мнимый член. Эта формула может быть представлена в виде:
{\displaystyle a^{2}+b^{2}=(a+bi)(a-bi).}
Например, {\displaystyle 4x^{2}+49} можно факторизовать на {\displaystyle (2x+7i)(2x-7i)}.

### Группировка
Ещё одним методом разложения на множители некоторых многочленов является факторизация группировкой. Для тех, кто любит разрабатывать алгоритмы, «факторизация группировкой» может быть самым приятным подходом к факторизации трёхчлена, поскольку в нём нужно строить догадки относительно способа завершения процесса.
Факторизация группировкой делается путём расположения членов многочлена на две или большее количество групп, каждая из которых может быть факторизована известным способом. Результаты этих факторизаций иногда можно скомбинировать так, чтобы получить более простое выражение. Например, чтобы факторизовать полином:
{\displaystyle 4x^{2}+20x+3yx+15y}
сгруппируем подобные члены: {\displaystyle (4x^{2}+20x)+(3yx+15y)}
факторизуем через наибольший общий делитель, {\displaystyle 4x(x+5)+3y(x+5)}
и факторизуем на биномы {\displaystyle (x+5)(4x+3y)}

### AC метод
Если квадратный трёхчлен имеет решения на рациональных числах, мы можем найти p и q такие, что {\displaystyle pq=ac} и {\displaystyle p+q=b}. (Если дискриминант является квадратом числа, то они существуют, в противном случае мы будем иметь иррациональные или комплексные решения, и предположение о рациональном решении является недопустимым.)
{\displaystyle {\begin{aligned}ax^{2}+bx+c&={\frac {a^{2}x^{2}+abx+ac}{a}}&={\frac {(ax+p)(ax+q)}{a}}\end{aligned}}}
Верхние члены будут иметь общие факторы, которые могут использоваться для избавления от знаменателя, если он не равен 1. В качестве примера рассмотрим квадратичный полином
{\displaystyle {\begin{aligned}6x^{2}+13x+6\end{aligned}}}
Проверка факторов ac = 36 приводит к 4 + 9 = 13 = b.
{\displaystyle {\begin{aligned}6x^{2}+13x+6&={\frac {(6x+4)(6x+9)}{6}}\\&={\frac {2(3x+2)(3)(2x+3)}{6}}\\&=(3x+2)(2x+3)\end{aligned}}}

## Другие полиномы

### Сумма/разность двух кубов
Выполним факторизацию суммы и разности двух кубов. Сумму двух кубов можно представить в виде:
{\displaystyle a^{3}+b^{3}=(a+b)(a^{2}-ab+b^{2}),}
а разность:
{\displaystyle a^{3}-b^{3}=(a-b)(a^{2}+ab+b^{2}).}
Например, x3 − 103 (или x3 − 1000) можно факторизовать в виде: (x − 10)(x2 + 10x + 100).